# キャサリン・テイバー
キャサリン・テイバー（Catherine Taber、1979年12月30日 - ）は、ギリシャのアテネ出身の女優、声優。

## 出演作品

### テレビアニメ
2005年
- Sing×3♪ぼくら、バックヤーディガンズ!

2008年
- スター・ウォーズ/クローン・ウォーズ（パドメ・アミダラ議員、エンジェル、ヌーマ、ラグジュアリー・ドロイド）

2012年
- ロボットチキン

2015年
- ガーディアンズ・オブ・ギャラクシー

2016年
- ザ・ラウド・ハウス（ロリ・ラウド）
- スター・ウォーズ 反乱者たち（ヌーマ）

### 映画
2008年
- スター・ウォーズ/クローン・ウォーズ（パドメ・アミダラ議員）

2010年
- おさるのジョージ2/ゆかいな大冒険!

### ゲーム
2003年
- Star Wars: Knights of the Old Republic

2006年
- ファイナルファンタジーXII（パンネロ）
- バテン・カイトスII 始まりの翼と神々の嗣子（ローロ）

2008年
- スター・ウォーズ フォース アンリーシュド（レイア姫）

2010年
- エンド オブ エタニティ（レベッカ）
- メタルギアソリッド ピースウォーカー

2012年
- バイオハザード オペレーション・ラクーンシティ（パーティガール）

2015年
- ディズニー インフィニティ3.0（パドメ・アミダラ議員）

2016年
- タイタンフォール2